# Chiesa dei Santi Maria e Bartolomeo a Padule
La chiesa dei Santi Maria e Bartolomeo si trova a Padule, nel comune di Sesto Fiorentino, nella città metropolitana di Firenze, arcidiocesi della medesima città.

## Storia e descrizione
I documenti più antichi riguardanti la chiesa risalgono al 990, epoca di grandi interventi di bonifica della piana fiorentina al fine di favorirne la viabilità. Ed è all'incrocio di due strade che dovevano collegare la pieve di San Martino a Sesto con quella di Santo Stefano a Campi che probabilmente fu edificato un oratorio o una cappella privata, primo nucleo di quella che diventerà la chiesa di Santa Maria a Padule, dipendente dalla pieve di San Martino di Sesto.
Si ipotizza che durante il Medioevo essa fosse interamente affrescata al suo interno e fosse cresciuta di importanza tanto che, nel XVI secolo, al suo parroco fu affidata la cura della piccola chiesa di san Lorenzo al Prato, successivamente passata sotto la giurisdizione della Pieve di San Martino.
Nel XVII secolo furono eseguiti vari lavori di ristrutturazione e fu arricchita di importanti opere d'arte. Sul finire degli anni 10 del 1600, col vescovo Alessandro Marzi Medici, si comincia a citare San Bartolomeo come contitolare della chiesa.
Gli ultimi interventi di restauro risalgono alla fine degli anni 60 del '900, ad un periodo di trasformazione in senso industriale del territorio di Padule, di forte successiva urbanizzazione e conseguente incremento delle presenze alle funzioni religiose della parrocchia.
Preceduta da un porticato ove sono collocati affreschi staccati della fine del XV secolo, mostra sulla facciata lo stemma della famiglia Venturi.
Gli altari laterali e la maggior parte dei dipinti risalgono alla fine del secondo decennio del Seicento. L'altare di destra reca la data 1630 e lo stemma dei Totti; la tela raffigura un'"Annunciazione" di Filippo Tarchiani, che eseguì anche il "Martirio di San Bartolomeo" (1628), sull'altare di sinistra.
Sulle pareti si trovano la "Madonna col Bambino e i Santi Antonio e Francesco" di Francesco Botti e la "Vergine e il Bambino con i Santi Isidoro e Antonio abate" di Alessandro Rosi, sul cui sfondo compare una piccola scena agreste con una coppia di buoi che tira l'aratro guidata da un angelo, una immagine che rinvia ai tempi in cui la popolazione contadina si rivolgeva a Sant'Isidoro per invocare protezione sul lavoro.

## Galleria d'immagini

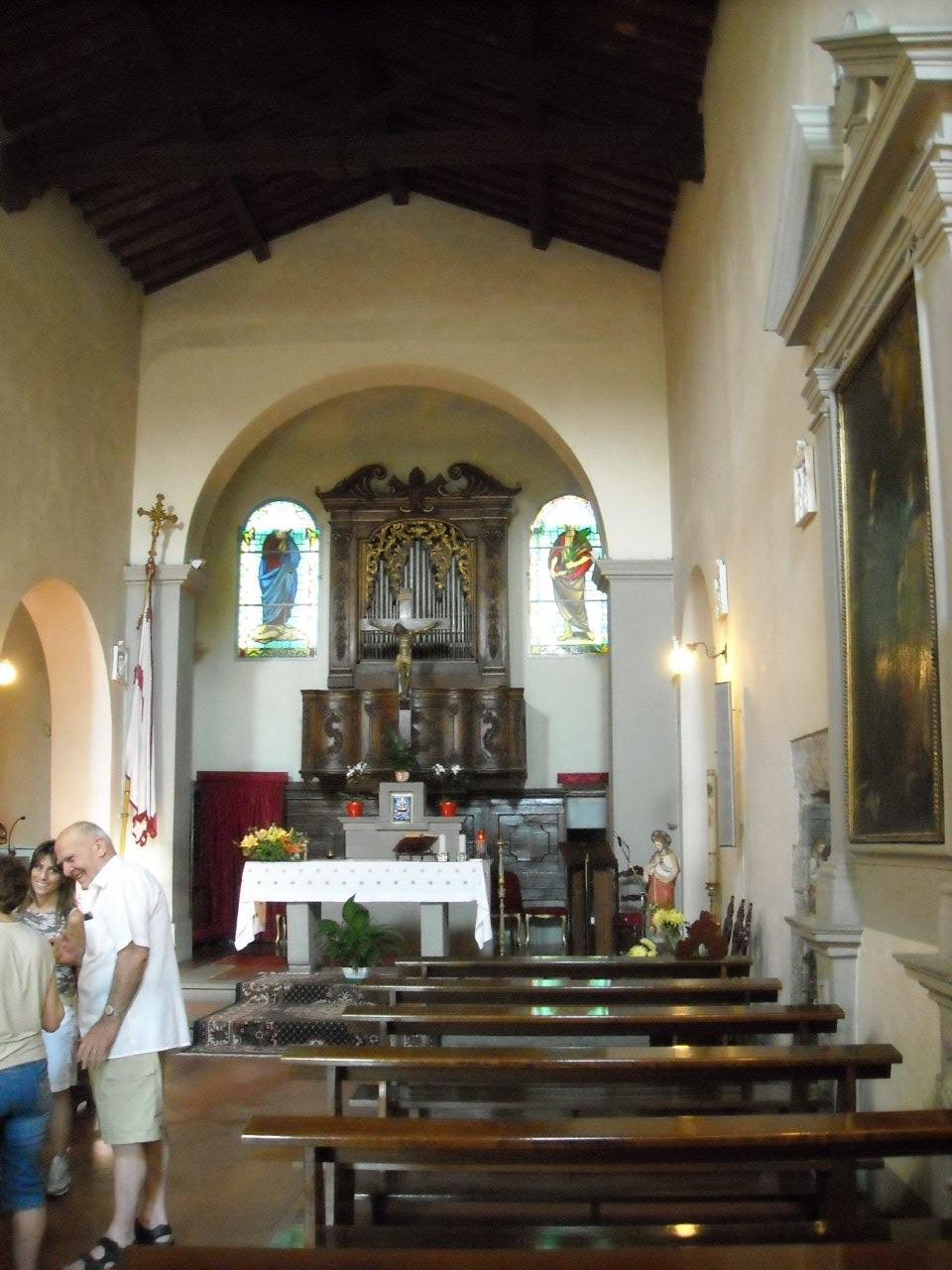
Interno
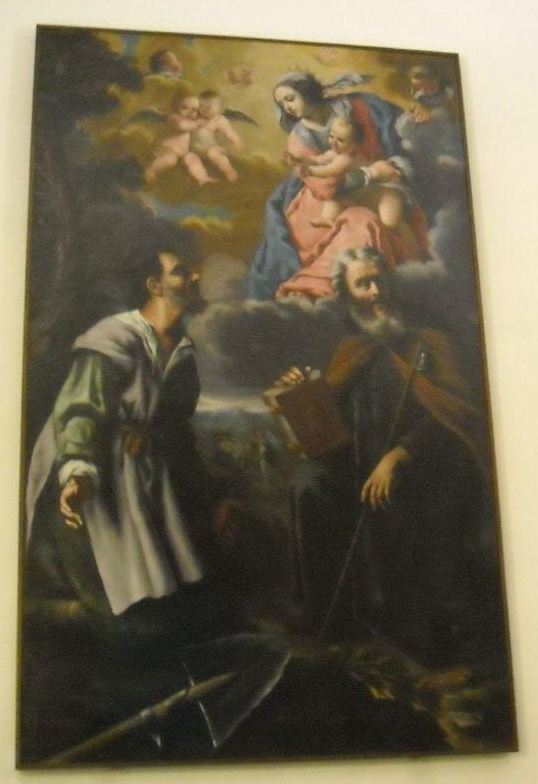
Vergine e il Bambino con i santi Isidoro e Antonio abate di Alessandro Rosi
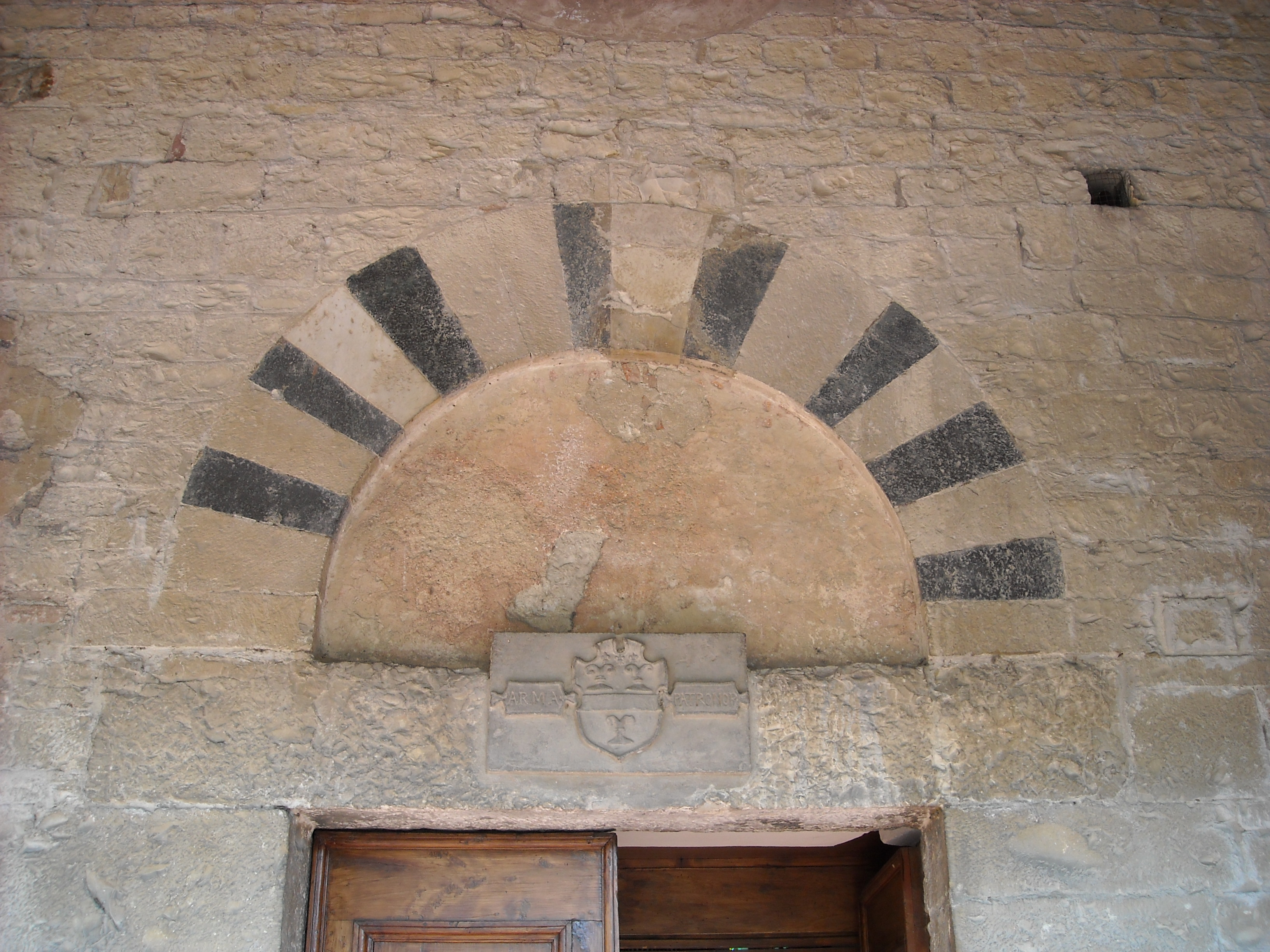
Lunetta nel portico